# Mont-Saint-Guibert
Mont-Saint-Guibert (valonă Mont-Sint-Gubiet) este o comună francofonă din regiunea Valonia din Belgia. Comuna este formată din localitățile Mont-Saint-Guibert, Corbais și Hévillers. Suprafața totală este de 18,63 km². La 1 ianuarie 2008 comuna avea o populație totală de 6.637 locuitori. 
1. ↑  Crossroad Bank of Enterprises, accesat în 10 august 2023